# 쓰노정 (미야자키현)
쓰노정(일본어: 都農町)은 일본 미야자키현 중부에 있는 고유군의 정이다.

## 지리

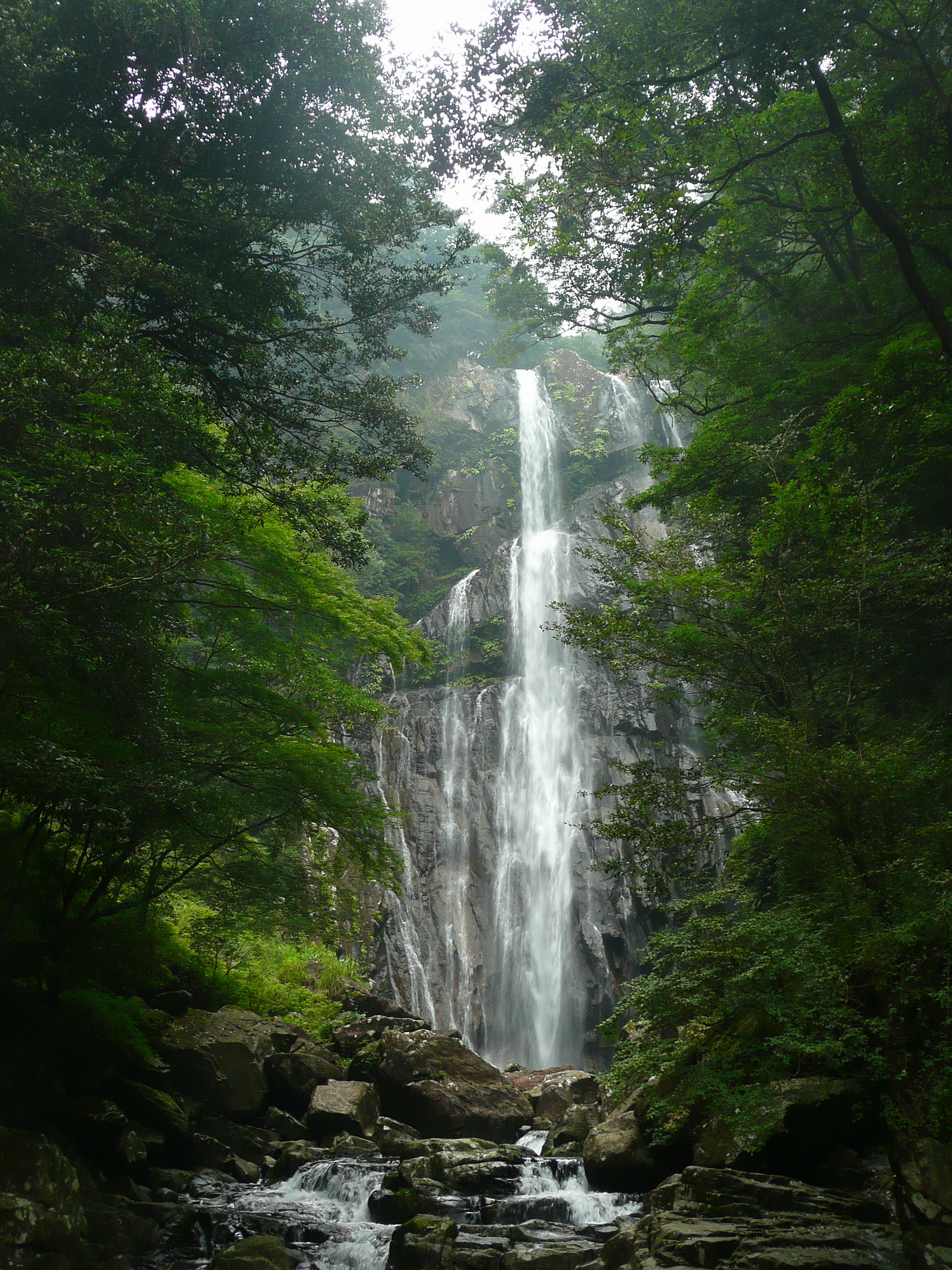
야토기 폭포

미야자키현 중동부에 있으며 미야자키시에서 북동쪽으로 약 40km 떨어진 곳에 위치한다. 서쪽은 규슈 산지의 일부에 포함되는 산지이고 동쪽은 휴가나다와 접한다.

### 인접한 자치체
- 휴가시
- 고유군 가와미나미정·기조정

## 역사
- 1920년 8월 1일 - 정으로 승격하였다.

## 교통

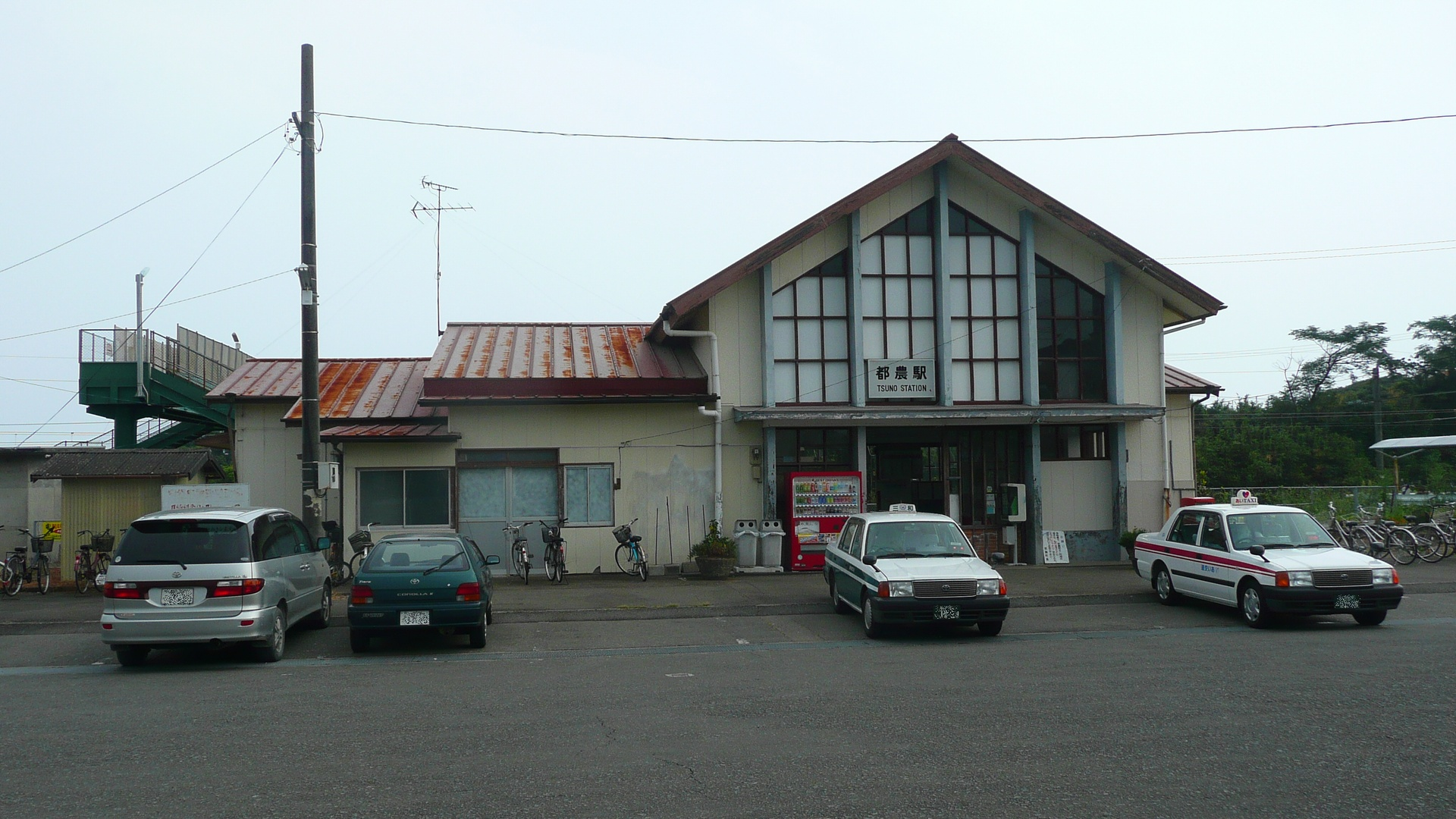
쓰노역

### 철도
- 규슈 여객철도 닛포 본선

### 도로
- 국도 10호선

## 자매 도시

### 일본
- 오키나와현 이토만시
- 홋카이도 도코로군 사로마정